# Sugarcult
Sugarcult je americká pop punková hudební skupina, která vznikla v Santa Barbaře v Kalifornii v roce 1998. V dnešní čtyřčlenné sestavě jsou Tim Pagnotta (zpěv, rytmická kytara), Airin Older (basová kytara, doprovodný zpěv), Marko DeSantis (běžně známý jako Marko 72) (hlavní kytarista), a Kenny Livingston (bicí nástroje). Kapela dodnes vydala pět studiových alb, tři EP alba a dvě live alba. Posledním studiovým albem skupiny je Lights Out z roku 2006. Kapela je nejznámější díky hitu „Bouncing Off The Walls“, který byl součástí soundtracku k filmu Sexy Párty a přezpívané verzi hitu kapely The Beatles „A Hard Day's Night“.

## Historie

### Založení a první alba (1998-2003)
Kapelu založili Tim Pagnotta a Ben Davis, kteří se potkali při kouření o školní přestávce. Pagnotta obstarával zpěv a Davis hrál na basovou kytaru. Vzápětí přibrali Airina Oldera na pozici baskytaristy a Davis se přesunul k bubnům. Marko DeSantis se do kapely připojil poté, co se sešel s Pagnottou v zákulisí při vystoupení se skupinou Superdrag. Dnes zastává pozici vedoucího kytaristy.  Jméno kapela získala podle přezdívky, kterou dali členové svým lesbickým sousedům
První EP album s názvem Five vydala kapela v roce 1998. Obsahovalo pět písní, které byly všechny znovu vydány, některé na prvním, zbývající na druhém studiovém albu. Své debutové studiové album s názvem Eleven vydala skupina v roce 1999. Druhé album s názvem Wrap Me Up in Plastic bylo vydáno nejprve v roce 2000 a obsahovalo většinu hitů, které pak byly vydány na třetím studiovém albu. V roce 2002 bylo vydáno znovu, v novém vydání ovšem s jinými písněmi, které byly převzaty z předchozích alb kapely. Třetí album s názvem Start Static vydala skupina v roce 2001. Toto album obsahuje hity jako „Pretty Girl“(30. v žebříčku US Alternative Songs), „Bouncing Off The Walls“ (40. v žebříčku US Alternative Songs, 98. v žebříčku UK Singles Chart a „Stuck in America“ (91. v žebříčku UK Singles Chart). V roce 2003 kapelu opustil zakládající člen a bubeník Ben Davis kvůli svým problémům s alkoholismem. Pagnotta po jeho odchodu napsal píseň „Champagne“, ve které zpívá o Davisových problémech, kvůli kterým musel kapelu opustit. Na jeho pozici přišel Kenny Livingston, který hrál původně v kapele Lefty. V březnu roku 2005 doprovodila kapela skupinu Green Day na její cestě po Japonsku. Kytarista DeSantis ale musel vynechat závěrečný koncert, protože jeho manželka právě přivedla na svět jejich první dítě.

### Palm Trees and Power Lines a Lights Out (2004-2008)
13. dubna 2004 vydala skupina Sugarcult svoje čtvrté studiové album s názvem Palm Trees and Power Lines. Album obsahuje dva MTV hity „She's the Blade“ a „Memory“, který se objevil ve videohrách Burnout 3 a NHL 2005. V roce 2004 se kapela účastnila turné Warped Tour, znovu vyrazili se skupinou Green Day, tentokrát na turné k albu American Idiot. Se skupinou blink-182 jeli na jejich evropské turné. V roce 2005 vydali EP s názvem A Hard Day's Night, na kterém přezpívali stejnojmennou písničku od kapely The Beatles. Ve stejném roce vydali i své první live album s názvem Back to the Disaster. 12. září 2006 vydali své zatím poslední album s názvem Lights Out, které obsahuje dva singly „Do It Alone“ a „Los Angeles“. Hned po vydání alba vyrazila kapela na dvě turné, podzimní a zimní. Na podzimní koncertní sérii je doprovázely kapely So They Say, Maxeen, Halifax, a The Spill Canvas, na zimním turné zase Meg and Dia, Damone, The Pink Spiders, All Time Low, and The Adored. V roce 2008 se kapela účastnila turné Soundwave Tour v Austrálii.

### Pauza (2009-současnost)
Po desátém výročí od založení kapely oznámili členové období neaktivity skupiny a věnují se svým bočním projektům. Není známo, že by se rozpadli, ovšem není ani známo, zda již pracují na dalším materiálu. Na konci roku 2010 vystoupila kapela dvakrát ve Spojeném království a v dubnu roku 2011 zavítala do Belgie na festival Groezrock. 10. prosince 2011 vystoupili v Anaheimu, aby oslavili desáté výročí vydání alba Start Static, a přidal se k nim i bývalý bubeník Ben Davis.

## Diskografie

### Studiová alba
- Eleven (1999)
- Wrap Me Up in Plastic (2000)
- Start Static (2001)
- Palm Trees and Power Lines (2004)
- Lights Out (2006)

### EP a live alba
- Five (1998)
- A Hard Day's Night (2005)
- Back to the Disaster (Live) (2005)

## Sestava kapely

### Současní členové
- Tim Pagnotta (zpěv, rytmická kytara)
- Airin Older (basová kytara)
- Marko DeSantis (kytara)
- Ken Livingston (bicí)

### Bývalí členové
- Ben Davis (bicí)